# La Belle Sultane
'La Belle Sultane' est un cultivar de rose ancienne issu de Rosa gallica introduite par André Du Pont au jardin de la Malmaison au tout début du XIXe siècle et apparue auparavant aux Pays-Bas.

## Description
Le buisson vert foncé et presque inerme de 'La Belle Sultane' peut s'élever de 120 cm à 140 cm, voire 160 cm pour 130 cm d'envergure. Son port est souple. Les fleurs de 6 cm en forme d'églantines de 6 à 19 pétales simples et légères sont de couleur grenat à fuchsia et s'ouvrent largement sur des étamines dorées. Elles sont légèrement parfumées et leurs tiges sont recouvertes de soies foncées à l'odeur de résine. Leur floraison qui intervient en juin n'est pas remontante. Des cynorrhodons apparaissent à l'automne.
Ce rosier supporte la mi-ombre et tolère des températures hivernales à -20°. On peut l'admirer notamment à la roseraie du Val-de-Marne.